# Vodní pólo na mistrovství Evropy v plaveckých sportech 1987
Zápasy ve vodním pólu na mistrovství Evropy v plaveckých sportech za rok 1987 proběhly v Štrasburku, Francie ve dnech 16. až 23. srpna 1987.

## Československá stopa
V nominaci bylo 11 hráčů a 3 necestující náhradníci. Juraj Kula (*1959) z TJ Červená hviezda Košice, Róbert Radič (*???) z TJ Slávia UK Bratislava, Jozef Salonna (*1960) z TJ Červená hviezda Košice, Ladislav Vidumanský st. (*1961) z TJ Červená hviezda Košice, Vlastimil Balík (*???) z TJ Červená hviezda Košice, Szabolcs Eschwig (*1962) z TJ Červená hviezda Košice, Vladimír Fodor (*1963) z TJ Červená hviezda Košice, Vidor Borsig (*1963) z TJ Červená hviezda Košice, Tomáš Bundschuh (*1965) z TJ Červená hviezda Košice, Marián Peciar (*1964) z TJ Slávia UK Bratislava, Roman Poláčik (*1963) z Vasas SC (HUN) a necestující náhradníci Peter Horňák (*1964) z TJ Slávia UK Bratislava, Peter Kalinka ml. (1969*) z TJ Červená hviezda Košice, Pavol Tkáč (*1950) z TJ CHZWP Nováky. Trenér Ladislav Bottlik.
- TCH – TUR 13:4 (???), Branky TCH: ???
- TCH – SUI 14:3 (???), Branky TCH: ???
- TCH – MLT 20:5 (???), Branky TCH: ???
- TCH – AUT 14:11 (???), Branky TCH: ???

Československo startovalo na mistrovství Evropy po 6 letech v nejslabší skupině C potom co v roce 1983 odstoupilo ze skupiny B a automaticky sestoupilo do skupiny C. V roce 1987 došlo k snížení počtu startujích týmu skupiny B z 8 na 6 a poprvé na mistrovství Evropy startovala i nejslabší skupina C. Československo na mezinárodních turnaj běžně konkurovalo týmům ze skupiny A a bylo jednoznačným favoritem a nakonec bez porážky skupinu C vyhrálo. Nejlepším střelcem týmu byl Roman Poláčik se 17 brankami.

## Medailisté
| Muži | Zlato | Stříbro | Bronz |
| ---- | --- | --- | --- |
| Tým  | Sovětský svaz (URS) (Jevgenij Šaronov, Oleg Švedov, Alexandr Ogorodnikov, Alexandr Kolotov, Sergej Naumov, Viktor Berenďuha, Sergej Kotěnko, Dmitrij Apanasenko, Giorgi Mšvenyjeradze, Serghei Marcoci, Sergej Maximov, Micheil Giorgadze, Vadym Roždestvenskyj, Pavel Volkov, ??? (n))                                         | Jugoslávie (YUG) (Aleksandar Šoštar, Deni Lušić, Zoran Petrović, Perica Bukić, Veselin Đuho, Dragan Andrić, Mirko Vičević, Igor Gočanin, Ante Vasović, Tomislav Paškvalin, Igor Milanović, Goran Rađenović, Andrija Popović, ??? (n), ??? (n))                                              | Itálie (ITA) (Paolo Trapanese, Alfio Misaggi, Andrea Pisano, Antonello Steardo, Sandro Campagna, Paolo Caldarella, Mario Fiorillo, Franco Porzio, Stefano Postiglione, Riccardo Tempestini, Massimiliano Ferretti, Marco D'Altrui, Gianni Averaimo, Simone Feoli, Giuseppe Porzio)                     |
| Ženy | Zlato | Stříbro | Bronz |
| Tým  | Nizozemsko (NED) (Madeline van Heemstraová, Hellen Boeringová, Lieneke van den Heuvelová, Anita Bibová, Lilian Ossendrijverová, Irma Branderová, Greet van den Veenová, Monique Kranenburgová, Patricia Megensová, Esmeralda van den Waterová, Ilse Sindorfová, Anita Nijenhuisová, Hedda Verdamová, Janny Spijkerová, ??? (n)) | Maďarská lidová republika (HUN) (Orsolya Szalkayová, Viktória Justinová, Katalin Dancsaová, Andrea Ekeová, Gabriella Gallovová, Edit Vinczeová, Zsuzsanna Huffová, Irén Rafaelová, Ágnes Ernstová, Zsuzsa Kertészová, Andrea Dénesová, Ildikó Kókaiová, Dorottya Kissová, ??? (n), ??? (n)) | Francie (FRA) (V. Gautierová, Anne Grandinová, Yasmine Yahyahouiová, Patricia Bousnaneová, Christine Amardeilhová, Sabine di Filippová, Sandrine Bleuzeová, Patricia Fontanillasová, Pascale Aumardová, Laure Gauthreauová, Cathy Becaudová, Laurence Barrèreová, Marina Terradeová, ??? (n), ??? (n)) |

pozn. Dva hráči ze sestav byli nehrajícími náhradníky tj. náhradníci na tribuně, nebo necestujující náhradníci připraveni na telefonu dorazit v případě zranění.